# 錫伯溫 (密歇根州)
錫伯溫（英語：Sebewaing，SEE-bah-wing）是位於美國密歇根州休倫縣錫伯溫鎮區的一個村。

## 人口
根據2020年美國人口普查的數據，錫伯溫的面積為4.44平方千米，當中陸地面積為4.12平方千米，而水域面積為0.32平方千米。當地共有人口1721人，而人口密度為每平方千米387人。